# Art Rosenbaum
Pour les articles homonymes, voir Rosenbaum.
Arthur Spark Rosenbaum, dit Art Rosenbaum, né le 6 décembre 1938 à Ogdensburg dans l'État de New York et mort le 4 septembre 2022 à Athens en Géorgie, est professeur d'art émérite à l'Université de Géorgie, artiste, musicien et folkloriste américain. 
Il a remporté le Grammy Award du meilleur album historique (Best Historical Album) en 2008, pour sa collection de musique Art of Field Recording Volume I: Fifty Years of Traditional American Music Documented by Art Rosenbaum,. 
Art Rosenbaum est né dans le nord de l'État de New York et a étudié à l'université Columbia. Sa famille déménage fréquemment pendant son enfance, son père étant membre de l'Army Medical Corps.
Il enseigne à l'université de Géorgie de 1976 à 2006, après quoi le musée d'art de Géorgie organise une exposition de ses dessins et peintures. Parmi ses œuvres, on trouve entre autres une peinture murale réalisée dans le bâtiment des collections spéciales Russell sur le campus de l'université de Géorgie, illustrant les visages de personnalités politiques de l'histoire de la Géorgie.

## Ouvrages
- (en-US) Art Rosenbaum, Folk Visions and Voices: Traditional, 1983
- (en-US) Art Rosenbaum, The Mary Lomax Ballad Book, 2013
- (en-US) Art Rosenbaum, Art Rosenbaum's Old-Time Banjo Book, 2014
- (en-US) Art Rosenbaum, The Art of the Mountain Banjo, 2015

## Lecture complémentaire
- (en-US) Art Rosenbaum, Dennis Harper, Len Jenkin et Paul Manoguerra, Weaving His Art on Golden Looms: Paintings and Drawings by Art Rosenbaum, Georgia Museum of Art, 18 octobre 2006 (ISBN 978-0915977604).

## Discographie
- Art of Field Recording Volume I: Fifty Years of Traditional American Music Documented by Art Rosenbaum.